# Дзонг

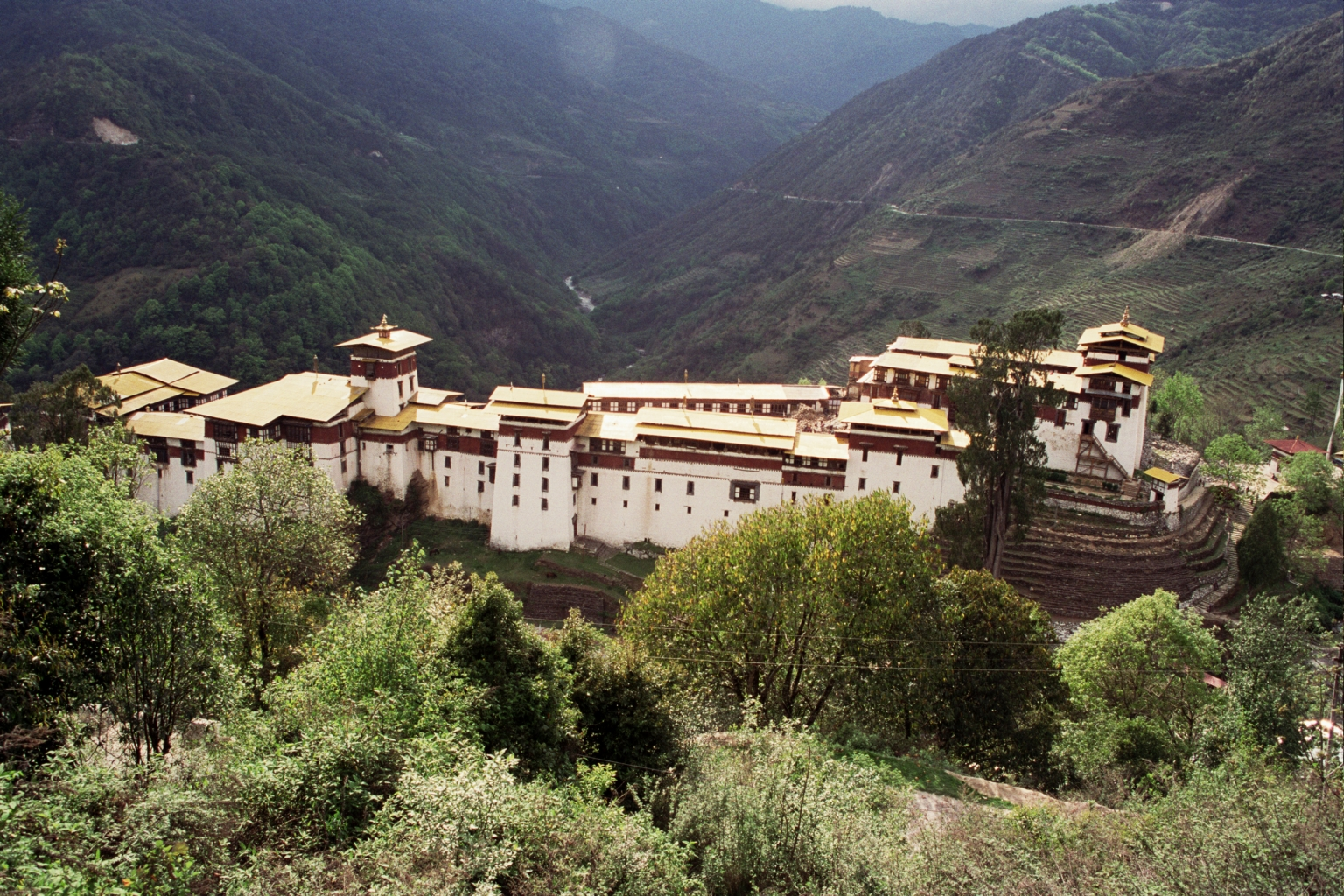
Дзонг Тронгса, Бутан

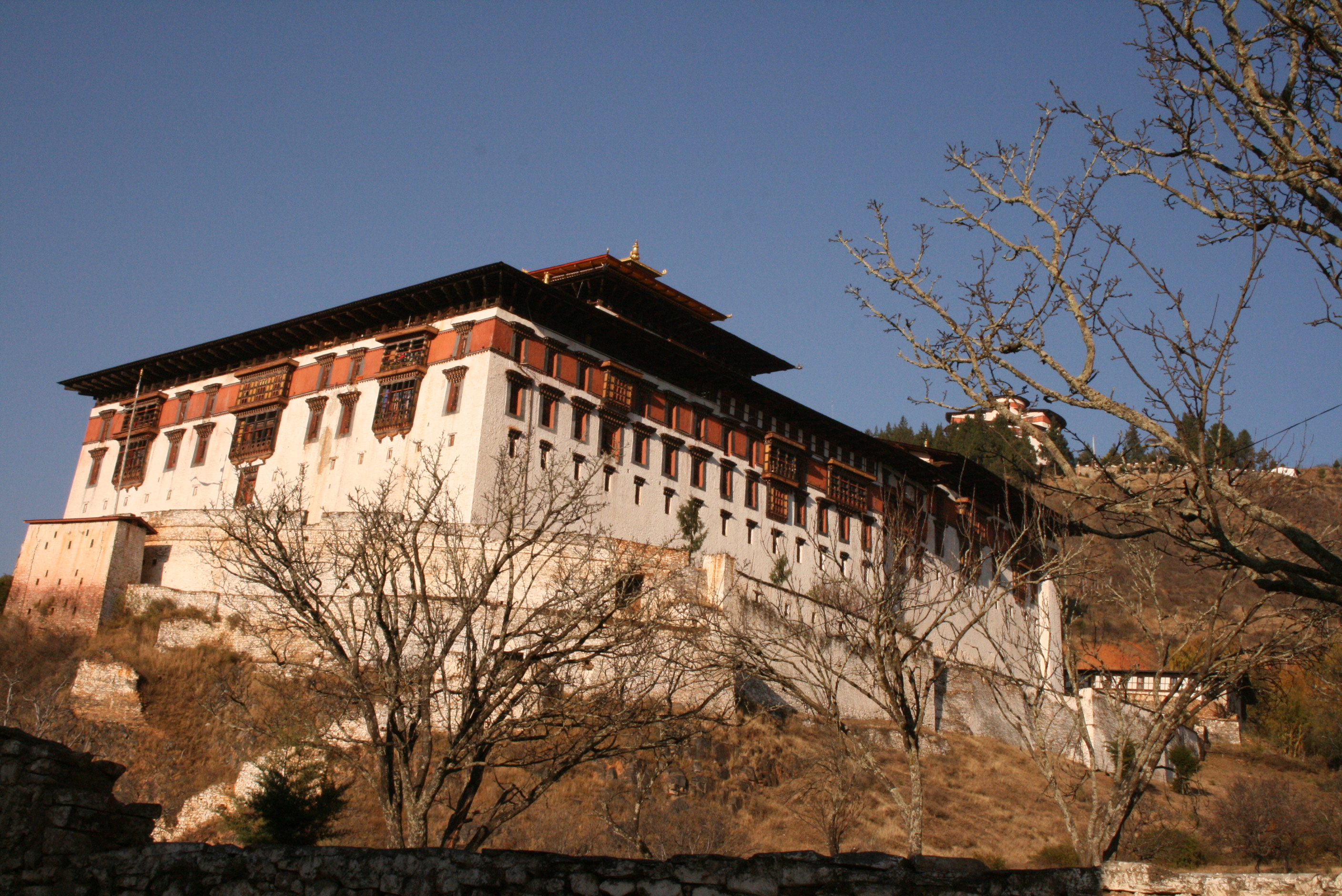
Рінпунг-дзонг в Паро

Дзонґ (дзонґ-ке རྫོང, трансліт. rdzong) — укріплена фортеця, в якій зазвичай розміщується також адміністрація і буддійський монастир. Архітектура Дзонг притаманна Тибету, Бутану і прилеглим до Тибету буддійським територіям.

## Характеристика архітектури Дзонгів
Дзонги поєднують масивні стіни, вежі, низку внутрішніх дворів, храми, адміністративні будівлі, житло для монахів. Зазвичай Дзонги розташовані в горах, захищені скелями.
Рідко Дзонги можна побачити за межами Гімалаїв, наприклад, архітектура університетського містечка в Ель-Пасо.

## Функції Дзонгів
Дзонги використовуються як військові укріплення, монастирі, університети, центри управління і культурні центри. У Дзонгах проводяться щорічні релігійні свята Цечу.

## Будівництво Дзонгів
В Бутані активне будівництво Дзонгів почалося з ініціативи Шабдрунга з 1600. Гімалайський дзонг — це житло і фортеця. Їх будують у неприступному місці — на схилі або на вершині гори, щоб мешканців не застали зненацька. Сучасні військові стратеги відзначають, що Дзонги добре розташовані з точки зору їх функції як оборонних фортець. Дзонг Такцанг, наприклад, розташований на крутому схилі, однією стіною впираючись в скелю, а іншою нависаючи над прірвою. Дзонг Пунакха збудований на горбистому мисі, а рукав річки Мачу огинає його з тилу, так що стіни Дзонгу захищені з усіх боків. Таким чином, блокуючи будь-які напади з боку південних загарбників, які намагалися обійти непрохідні схили Гімалаїв.
Наявність Дзонгів дозволило Шабдрунгу об'єднати країну, зміцнити незалежність і забезпечити захист від вторгнень як з боку Тибету, так і з півдня. Для будівництва Дзонгів зганялося все населення округу, і робота продовжувалась багато років. Всі Дзонги розташовані у стратегічно важливих місцях і захищені горами і річками.

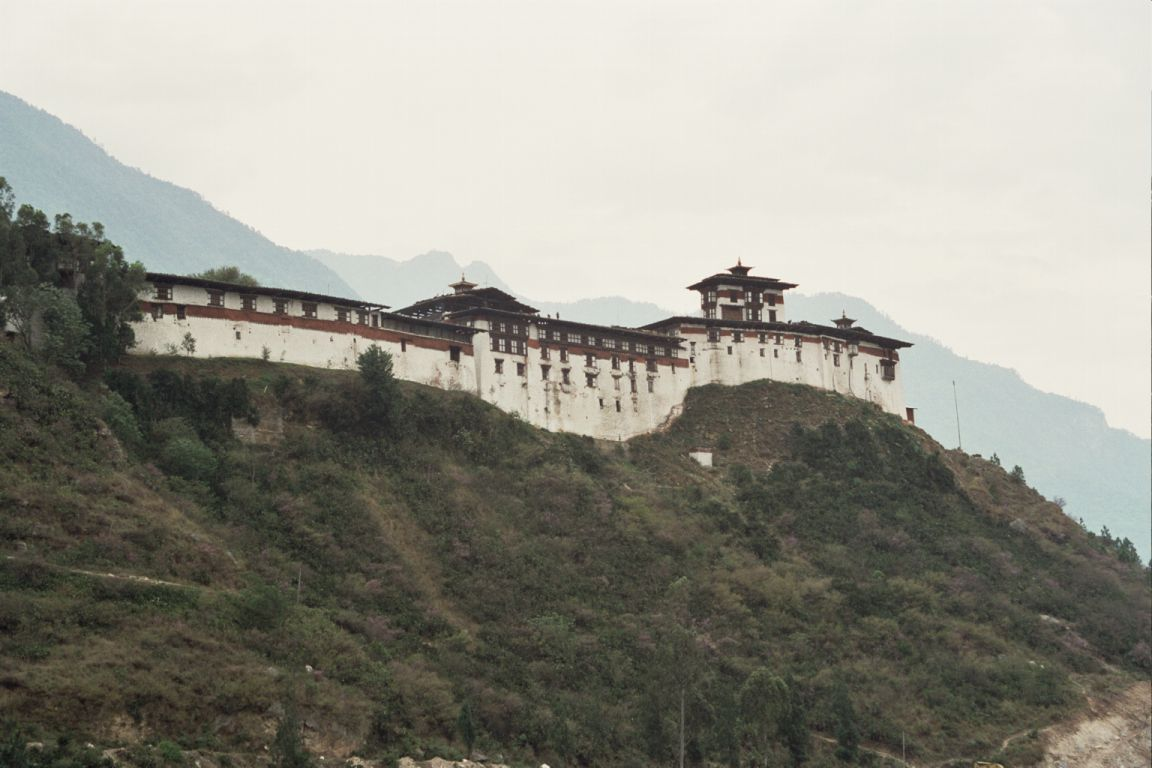
Дзонг Вангді-Пходранг в Бутані.

## Відомі Дзонги Бутану
- Тронгса-дзонг
- Таксанг-лакханг
- Пунакха-дзонг
- Ташичо-дзонг